# Valandur
En el universo imaginario de J. R. R. Tolkien y en los apéndices de la novela El Señor de los Anillos, Valandur es el octavo rey de Arnor. Nació en el año 462 de la Tercera Edad del Sol. Es hijo del rey Tarondor y sucedió a su padre en el año 602 T. E. Su nombre está compuesto en la lengua quenya y puede traducirse como «sirviente de los Valar».
Tras cincuenta años de reinado muere en forma violenta, presumiblemente por un ataque de los orcos que se concentraban en el norte de las Montañas Nubladas en el año 652 T. E. Contaba con 190 años y fue sucedido por su hijo Elendur.